# プレイア (サモア)
プレイア（Puleia）は、サモアのサバイイ島にある村。島の南岸に位置し、パラウリ行政区に属する。人口は256人（2006年国勢調査）。